# La valigia dell'attore
La valigia dell'attore è un doppio album dal vivo di Francesco De Gregori con un inedito in studio.
Questo album è diviso in due CD (è stato qualche anno dopo ristampato in LP) e ripercorre i circa 25 anni di carriera di De Gregori con registrazioni della tournée del 1997 e arricchita da alcuni brani inediti. 
L'album prende il nome dalla prima traccia, una versione in studio di De Gregori di una canzone da questi scritta per Alessandro Haber, il quale l'aveva incisa nel 1995 nell'album Haberrante. Nell'album compaiono altre due canzoni di De Gregori incise da altri: Dammi da mangiare, incisa nel 1996 da Angela Baraldi, e Il suono delle campane, incisa nel 1995 da Mimmo Locasciulli. Ultimo brano inedito è Non dirle che non è così, traduzione degregoriana di If You See Her, Say Hello che Bob Dylan aveva inciso in Blood on the Tracks.

## Tracce

### Disco 1
1. La valigia dell'attore (inedito) – 4:23
2. Sangue su sangue – 5:52
3. L'agnello di Dio – 4:10
4. Dr. Dobermann – 4:37
5. Nero – 4:16
6. La leva calcistica della classe '68 – 4:34
7. Titanic – 6:09
8. Pablo – 6:21
9. Generale – 5:09
10. Pilota di guerra – 4:44
11. Bufalo Bill – 5:24
12. Stelutis Alpinis – 3:09
13. Alice – 5:48
14. La donna cannone – 5:08

### Disco 2
1. Dammi da mangiare (inedito) – 4:53
2. Atlantide – 4:01
3. Un guanto – 6:14
4. Niente da capire – 3:48
5. Compagni di viaggio – 6:12
6. Prendi questa mano, zingara – 4:21
7. Giorno di pioggia – 4:44
8. Rimmel – 3:59
9. Rosa rosae – 3:51
10. Natale – 3:07
11. Povero me – 5:15
12. Il suono delle campane (inedito) – 3:58
13. Sotto le stelle del Messico a trapanàr – 4:23
14. La storia – 3:43
15. Non dirle che non è così (inedito) – 4:56

## Musicisti
- Francesco De Gregori (voce)
- Emiliano Aimone (Percussioni)
- Ferruccio Battaglino (Basso)
- Marco Cravero (Chitarra)
- Max Filannino (Percussioni)
- Carlo Gaudiello (Tastiere)
- Guido Guglielminetti (Basso e chitarra acustica)
- Roberto Rossi (Batteria)
- Fabrizio Viscardi (Chitarra)
- Ambrogio Sparagna (Organetti)
- Andrea Pozzoli (Arpa celtica e fiati)